# 枣庄西站
枣庄西站位于中华人民共和国山东省枣庄市薛城区临山路1号，隶属中国铁路济南局集团兖州车务段。车站1910年开工建设，1912年开通运营，现为客货二等站。枣庄西站是京沪铁路上的车站，上行距北京站约746公里，下行距上海站约717公里；同时，枣庄西站亦是枣临铁路的起始站。目前车站客运业务办理旅客乘降及行李物品包裏托运；货运办理整车、零担货物发到。

## 历史
- 1910年：临城站开工建设。
- 1912年：临城站建成启用。

由于临城站位于原津浦铁路和薛枣支线的交汇处，枣庄又是重要的煤矿产地，日军在占领枣庄期间在本站和附近的炮楼内驻扎了一个团的兵力，以保障运输的安全。
- 1941年夏的一天，铁道游击队突袭了临城站，并击毙数名日本士兵。[2]
- 1953年4月23日：临城站更名为薛城站。
- 1994年1月1日：薛城站更名为枣庄西站。
- 2006年1月1日：枣庄西站改为枣庄站。
- 2006年4月30日：新建客运综合楼投入使用。
- 2011年6月1日：恢复名称为枣庄西站。